# Trans World Airlines
Pour les articles homonymes, voir TWA.
Trans World Airlines, souvent abrégé TWA, est une ancienne compagnie aérienne américaine — qui faisait partie des Big Four (les quatre grandes compagnies dont American Airlines, United Airlines et la défunte Eastern Air Lines).
Elle a fusionné avec American Airlines en avril 2001. Pendant des années son siège social était sur l'aéroport de Kansas City mais en 2001, sa plate-forme de correspondance principale est devenue l'aéroport international Lambert de Saint-Louis (Missouri).

## Histoire

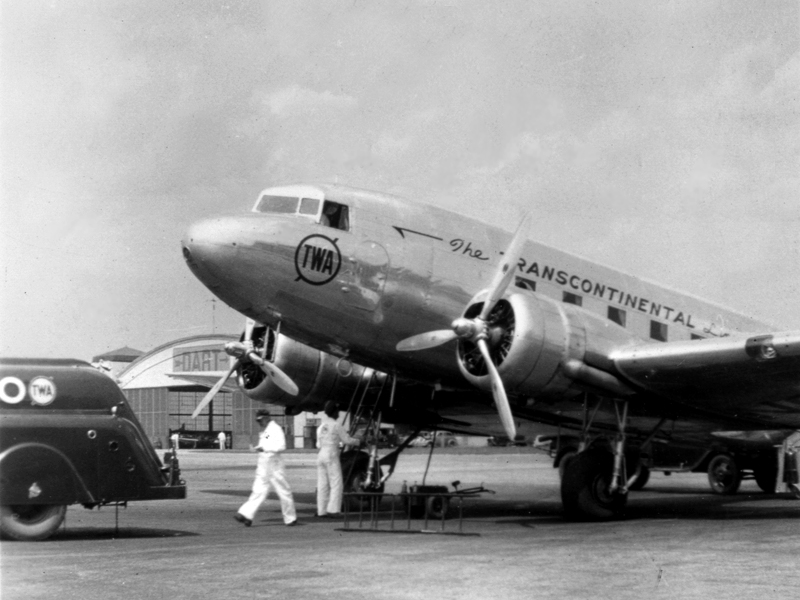
Douglas DC-3 de la TWA en 1940.

La compagnie a été créée le 13 juillet 1925 comme Western Air Express. En octobre 1930, elle fusionne avec Transcontinental Air Transport pour devenir Transcontinental and Western Air (T&WA).
La compagnie s'est développée énormément sous l'influence d'Howard Hughes et de son directeur général Jack Frye, commençant les vols transatlantiques en 1946 et utilisant le nouveau Lockheed L-1049 Constellation. T&WA a été un des soutiens majeurs à la création de la Saudi Arabian Airlines. En 1950, la compagnie change de nom pour devenir Trans World Airlines (TWA).
Du milieu des années 1940 au début des années 1970, TWA est l'une des deux seules compagnies américaines à voler vers l'Europe (l'autre étant la Pan American World Airways). Son premier vol commercial transatlantique est inauguré en 1946. Elle a établi des routes de l'Europe à l'Asie pendant les années 1950 et 1960, allant à l'est jusqu'à Hong Kong. Au cours de la Transpacific Route de 1969, TWA a été autorisée à étendre son réseau sur l'océan Pacifique. TWA était la compagnie officielle de l'équipe de football américain des Rams de Saint-Louis et la compagnie peignit un casque des Rams sur l'un de ses Boeing 727.

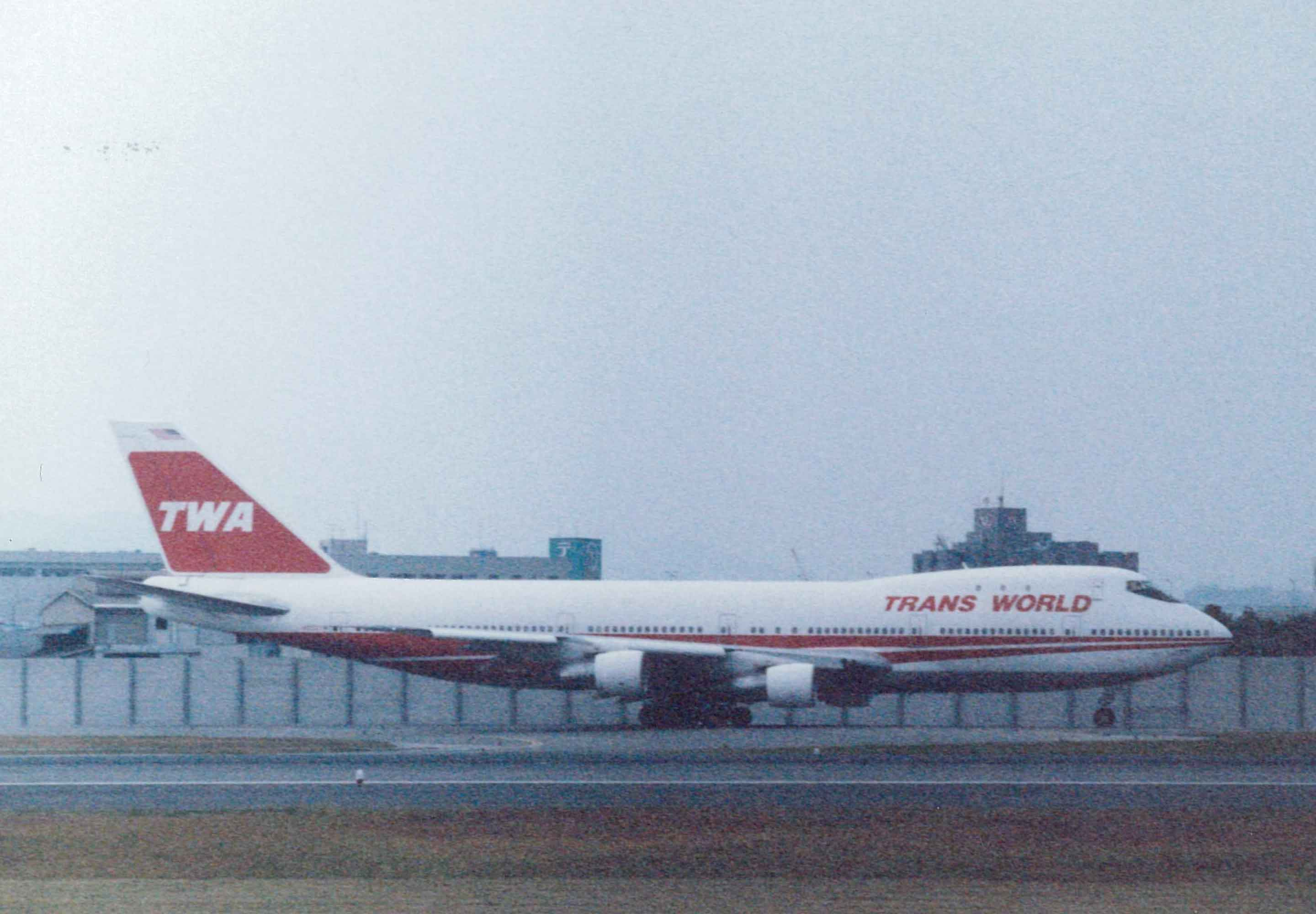
Un Boeing 747 de la TWA à l'aéroport international d'Ōsaka en 1990.

En 1939, Howard Hughes devint le principal actionnaire de T&WA (alors Transcontinental & Western Air, Inc.). Il fut à l'origine du projet et le financement du Boeing Stratoliner et du Lockheed L-1049 Constellation qu'il acheta pour TWA. Lorsque le Constellation fut prêt pour son vol de test en 1944, Hughes fit peindre l'avion avec les couleurs rouges de TWA et vola, sans escale, à travers les États-Unis en battant le record de sept heures qu'il détenait déjà pour la traversée est-ouest du continent américain (depuis 1937). Bien que les vols réguliers n'étaient pas directs, le Constellation marqua une étape cruciale dans le service aérien qui permettait d'aller de côte à côte, réduisant la traversée des États-Unis d'environ huit heures.
L'ère de la réaction commença, et la compagnie, malgré les efforts de Hughes, ne put s'offrir un appareil à réaction.
Les excentricités croissantes de Hughes le firent démettre de son poste de président de TWA en 1961. Sous la nouvelle direction, elle acheta les hôtels Hilton. En 1969, les vols transatlantiques de TWA étaient plus nombreux que ceux de la Pan Am.
Son slogan publicitaire français fut pendant des années : « TWA vous ouvre la voie vers les USA ». Le slogan américain fut pendant des années : « Welcome to the world of Trans World Airlines » (« Bienvenue dans le monde de Trans World Airlines »).
Elle apparaît dans le film Jarhead de Sam Mendes sorti en 2004, comme étant la compagnie aérienne qui transporte les troupes américaines pendant la guerre du Golfe.